# Útok na školu ve Vrútkách
K útoku na Spojenou školu ve Vrútkách došlo kolem desáté hodiny dne 11. června 2020, kdy do školy násilně vnikl 22letý Ivan Č., bývalý žák školy, který nožem napadl několik pracovníků a žáků školy. Policejní hlídka, která na místo dorazila, útočníka při pokusu o zadržení zastřelila. Útok rychle získal výraznou pozornost médií, politiků a veřejnosti, neboť se jedná o první případ tohoto druhu na Slovensku.

## Průběh
Pachatel se do školy snažil dostat kolem 10:00 SELČ, vchodové dveře byly ale zamknuté, místo toho rozbil skleněnou výplň. Útočníkovi chtěli zabránit zaměstnanci školy, včetně zástupce ředitele, kterému útočník způsobil smrtelná zranění. Poté pachatel zranil školníka a vběhl do nejbližší třídy, kde zranil ředitelku a dva žáky. Poté se pachatel pokusil o útěk ze školy, v tom se mu snažil zabránit školník.
Přibližně v tom čase na místo dorazila přivolaná policejní hlídka, která se nacházela v blízkosti, a pustila se do pronásledování pachatele s cílem ho zadržet. Útočník se bránil nožem, na to policisté zareagovali střelbou, čímž pachatele usmrtili a odraženými projektily se zranili dva policisté.

## Osoby

### Pachatel
Podle informací Policejního sboru byl pachatelem 22letý muž, Ivan Č. z Martina, bývalý žák školy. V době incidentu byl zaměstnancem ŽOS Vrútky a.s., kde pracoval jako pomocný pracovník. Podle prohlášení starosty Vrútek Branislava Zacharidese ze dne 11. června byl bezproblémovým žákem, na druhé straně prezident Policejního sboru gen. Milan Lučanský uvedl, že s ním byly problémy i v minulosti. Dne 12. června Policejní sbor zveřejnil bližší informace o kriminální minulosti pachatele, podle nichž se v minulosti dopustil přestupku porušení zákazu kouření a v prosinci 2019 spáchal trestný čin nebezpečného vyhrožování, za nějž byl vyšetřován v tzv. superrychlém konání. Krajský soud v Žilině pro Denník N uvedl, že soudce obviněného uznal vinným a trestním příkazem mu uložil trest odnětí svobody v délce osmi měsíců s podmíněným odkladem na zkušební dobu 18 měsíců a trest propadnutí věci – dvou nožů.
Gen. Lučanský v den incidentu konstatoval, „pravděpodobně šlo o akci jednotlivce, možná i psychicky narušeného. [...] Když se otec dozvěděl o činu syna, zhroutil se.“ Regionální týdeník MY Turčianske noviny zveřejnil reportáž s výpověďmi dvou bývalých spolužáků pachatele: Andrej z Vrútek ho popsal jako nekonfliktního, tichého a uzavřeného člověka, kterému se „ostatní [...] posmívali za jeho vzhled, jelikož měl rozštěp rtu“, Jozef Gábor ho označil za svého času „zábavného a normálního kluka“.

### Oběti
Mezi osoby, na které pachatel zaútočil, patří:
- zástupce ředitelky školy Mgr. Jaroslav Budz, kterému pachatel způsobil smrtelná bodná zranění poté co se Budz pokoušel zabránit jeho násilnému vniknutí do budovy školy[13]
- ředitelka školy PaedDr. Erika Repková,[14][15] která utrpěla lehká poranění[16][17]
- učitelka na prvním stupni, která utrpěla vážná zranění v oblasti hrudníku a břicha; byla hospitalizována na klinice anesteziologie a intenzivní medicíny Univerzitní nemocnice Martin[16][17][18][19]
- školník, který byl zraněn pachatelem, ale přesto zavolal policii a pachatele pronásledoval při útěku z místa činu; byl ošetřen na místě, hospitalizace nebyla potřebná